# کتان علف‌زار
کتان علف‌زار (نام علمی: Linum pratense) نام یک گونه از تیره کتانیان است.